# Territoire national de La Guajira
1871–1898
Entités précédentes :
- Province de Riohacha
- État souverain de Magdalena

Entités suivantes :
- Intendance de La Guajira

Le territoire national de La Guajira est une divisions administrative créée le 25 septembre 1871 aux États-Unis de Colombie et comprenant une petite partie du territoire de l'ethnie amérindienne wayuu. 

## Géographie
Le territoire recouvre la partie nord-est de la péninsule de Guajira, à l'extrême nord de la Nouvelle-Grenade (actuelle Colombie).

## Politique
Bien qu'étant sous la juridiction de l'État souverain de Magdalena, l'administration du territoire national de La Guajira était à la charge du gouvernement fédéral.

## Histoire
- 1871 : création en tant que territorio nacional;
- 1898 : création de l'intendencia de La Guajira;
- 1911 : transformation en comisaría;
- 1954 : transformation en intendencia nacional;
- 1964 : création du département de La Guajira.